# Kozia Szyja
Die Kozia Szyja (deutsch: Ziegenhalsberg) ist ein 748 m hoher Berg im schlesischen Teil des Isergebirges in Polen. Die Kozia Szyja erhebt sich südlich von Kopaniec (Seifershau) im Zackenkamm in der Gemeinde Stara Kamienica.

## Beschreibung
Der Gipfel ist teilweise mit Nadelwald bewachsen, so dass sich vom Berg ein Panorama auf den Hohen Iserkamm und ins Isergebirgsvorland ergibt. Der Berg besteht aus Graniten und Gneisen sowie Quarzen. Ein blau markierter Wanderweg verläuft von Rybnica über den Gipfel nach Świeradów-Zdrój. Im Mittelalter wurde in seinen Hängen Gold abgebaut. Die Goldhöhle in ihren Hängen wurden in den Walenbüchern erwähnt.